# Prawo przesunięć
Prawo przesunięć, inaczej prawo lub reguła Soddy’ego i Fajansa, określa w jaki sposób określony typ przemiany pierwiastka promieniotwórczego wpływa na rodzaj wytworzonego nuklidu:
- W przypadku rozpadu α (przemiany α) powstaje pierwiastek o liczbie atomowej mniejszej o 2 oraz liczbie masowej mniejszej o 4 (przesunięcie w układzie okresowym o 2 miejsca w lewo), np.

{\displaystyle {}_{92}^{238}{\text{U}}\to {}_{90}^{234}{\text{Th}}}
- W przypadku rozpadu β- (przemiany β-) powstaje – nuklid izobaryczny – jądro pierwiastka o liczbie atomowej większej o 1 oraz tej samej liczbie masowej (przesunięcie w układzie okresowym o 1 miejsce w prawo), np.

{\displaystyle {}_{82}^{212}{\text{Pb}}\to {}_{83}^{212}{\text{Bi}}}
- W przypadku rozpadu β+ (przemiany β+) powstaje – nuklid izobaryczny – jądro pierwiastka o liczbie atomowej mniejszej o 1 oraz tej samej liczbie masowej (przesunięcie w układzie okresowym o 1 miejsce w lewo), np.

{\displaystyle {}_{7}^{13}{\text{N}}\to {}_{6}^{13}{\text{C}}}